# 華特·薩勒斯
華特·薩勒斯（葡萄牙語：Walter Salles；1956年4月12日—）是一位巴西電影導演，曾以《中央車站》(1998)於第48屆柏林影展獲得金熊獎而于2025第97屆奧斯卡金像獎获得最佳国际影片奖，为唯一得此奖的巴西人。

## 生平
華特·薩勒斯曾於美國南加州大学电影艺术学院主修電影藝術。1998年，他執導的《中央車站》使他在國際上成名，不僅於第48屆柏林影展獲得金熊獎、最佳女演員銀熊獎，稍後並於美國獲得金球獎最佳外語片，以及獲得奧斯卡金像獎最佳外語片與最佳女主角的提名。2005年，他執導了第一部好萊塢電影《鬼水》，重拍自日本恐怖電影《鬼水怪談》。
2001年，他以《血濺艷陽天》獲選為第58屆威尼斯影展正式競賽片，並再次獲得金球獎最佳外語片提名。他後來曾以《革命前夕的摩托車日記》(2004)、《越線》(2008)與《浪蕩世代》(2012)三度獲選為坎城影展正式競賽片。
2024年，他以《我仍在此》获得第97屆奧斯卡金像獎最佳国际影片奖，成为第一片获该奖的巴西电影。

## 電影作品

### 劇情長片
- 1991年：《里約熱內盧驚魂記》（A Grande Arte）
- 1995年：《海洋對岸》（Terra Estrangeira，與丹尼爾拉·湯瑪斯（葡萄牙語：Daniela Thomas）合導）
- 1998年：
  - 《中央車站》（Central do Brasil）
  - 《千禧午夜》（O Primeiro Dia，與丹尼爾拉·湯瑪斯（葡萄牙語：Daniela Thomas）合導）
- 2001年：《血濺艷陽天（葡萄牙語：Abril Despedaçado (filme)）》（Abril Despedaçado）
- 2004年：《革命前夕的摩托車日記》（Diarios de motocicleta）
- 2005年：《鬼水（英语：Dark Water (2005 film)）》（Dark Water）
- 2008年：《越線（葡萄牙語：Linha de Passe (filme)）》（Linha de Passe，與丹尼爾拉·湯瑪斯（葡萄牙語：Daniela Thomas）合導）
- 2012年：《浪蕩世代》（On the Road）
- 2024年：《我仍在此》（Ainda Estou Aqui）

### 紀錄片
- 2016年：《汾陽小子賈樟柯》（Jia Zhangke, A Guy from Fenyang）

## 外部連結
- 華特·薩勒斯在互联网电影资料库（IMDb）上的資料（英文）
- 華特·薩勒斯在豆瓣上的资料（简体中文）